# Народен дом
Народният дом е бивш партиен и общосиндикален дом в София в периода 1913 – 1923 година.

## История
Открит на 17 ноември 1913 година на площад „Лъвов мост“ със средства, набрани от продажбата на специални марки, от Българската работническа социалдемократическа партия (тесни социалисти). В периода 1913 – 1923 година в нея са се помещавали ЦК на БРСДП (т.с.), от 1919 година – на БРП (к.), канцелариите на ОРСС, редакциите на „Работнически вестник“ и на списание „Ново време“, партийната печатница и книжарница. На площада пред него са се организирали внушителни митинги и демонстрации на софийския пролетариат.
На 24 май 1921 година Народният дом е опожарен от фашистки групи, което налага строеж на нова сграда, като се набират нови средства и се организират трудови дни. Ръководители на строежа стават архитект М. Вайнщайн и инженер Манол Сакеларов. Издигната е пет етажна сграда – една от най-монументните по това време в столицата. Новият Народен дом е открит тържествено на 27 май 1923 година от кооперация „Освобождение“. На 9 юни с.г. е осуетено свикването на V конгрес на БКП от военнофашисткия преврат.
В Народния дом се провежда историческото заседания на ЦК на БКП от 5 – 7 август 1923, на което се взема решение за подготовка на работническоселската власт. През 1924 година сградата е конфискувана по ЗЗД и е превърната в Дирекция на полицията. В продължение на 20 години в нея са затваряни и изтезавани хиляди антифашисти.
След 9 септември 1944 година сградата е предоставена на Народната милиция. Обявена е за паметник на културата.